# Баулч, Джейми
Джейми Баулч (англ. Jamie Baulch; род. 3 мая 1973, Ноттингем, Великобритания) — британский легкоатлет, олимпийский медалист.

## Биография
Баулч родился в Ноттингеме, Англия. Он дебютировал за команду GB & NI на юниорском международном турнире в Саламанке, Испания, в 1991 году, выиграв 200 м и побив рекорд Уэльса в этой гонке. Затем Баулч изменил свое предпочтение дистанции, став специалистом на 400 метров. Баулч особенно преуспел в беге на дистанции в закрытом помещении (где гонки обычно проходят на треках 200 м, а не на открытых треках, которые имеют длину 400 м). Он выиграл золотую медаль на 400 м на Чемпионате Мира в закрытых помещениях в 1999 году, а также претендовал на серебряные и бронзовые медали на соревнованиях в 1997 и 2003 годах.
Баулч был членом Британской эстафетной команды 4×400 м, которая заняла второе место на чемпионате мира 1997 года. Однако 7 января 2010 года было объявлено, что британская команда будет награждена золотой медалью, поскольку они были избиты командой Соединённых Штатов, в которую входил Антонио Петтигрю, который впоследствии признался, что принимал препараты, повышающие производительность, и таким образом дисквалифицировал сборную США.